# Голос ливийских женщин
Голос ливийских женщин (англ. The Voice of Libyan Women, VLW) — неправительственная организация.
Организация создана с целью продвижения и защиты прав женщин в Ливии. Головной офис организации находится в Триполи, а филиалы расположены в Завии и Мисурате.

## История
Организация «Голос ливийских женщин» была основана в августе 2011 года в Триполи в ответ на ливийскую революцию 17 февраля. Её основала Алаа Мурабит, молодой врач и активистка за права женщин. Она создала женский центр в Триполи и проводила занятия. Мурабит училась на последнем курсе медицинской школы и после революции почувствовала, что для женщин в Ливии открылось «окно возможностей». К ноябрю группа организовала первую в истории Международную женскую конференцию в Ливии (англ. International Women's Conference in Libya). Организация остается молодёжной организацией за развитие женщин.
Мурабит рассказала, что организация попыталась использовать «проверенные международные модели» для своей группы, но нашла лишь закрытые двери в консервативной Ливии, населённой в основном арабами-суннитами. Изменив свой подход и используя мирные интерпретации ислама, они добились большего влияния как среди мужчин, так и среди женщин. Подход организации, использующий религию для «заручения поддержкой на местном уровне», стал уникальным способом добиться перемен в Ливии.

## Деятельность

### Программа «One Voice»
Программа «One Voice» я 11–15 ноября 2011 г. стала первой Международной женской конференцией, когда-либо проводившейся в Ливии.  Конференция включала темы политики, религии, экономики и имела заключительную закрытую сессию только для женщин по таким темам, как женское здоровье и гендерное насилие.

### Проект «Нур»
Волонтер Надя Эль-Фаллах помогла запустить проект «Нур» (свет) в 2013 году. Проект представляет собой программу, целью которой является повышение осведомленности о домашнем насилии и сексуальном насилии над женщинами в Ливии. Проект «Нур» стремится рассмотреть идеи, связанные с этими проблемами, используя исламские учения против насилия, особенно те интерпретации Корана, которые подчеркивают равенство женщин и мужчин. Палестина и Иордания обратились к организации с просьбой воспроизвести проект «Нур» в своих странах.

### Международный день фиолетового хиджаба
Международный день фиолетового хиджаба (вторая суббота февраля) — это мероприятие, на котором женщины носят фиолетовый хиджаб, чтобы продемонстрировать «напоминание о строгой позиции ислама в отношении домашнего насилия». День отмечается в память об убийстве Асии Зубайр, найденной обезглавленной ее мужем Муззамиллом Хасаном. Мурабит заявляет: «День фиолетового хиджаба напрямую оспаривает ложно воспринимаемое право мусульманина на жестокое обращение с женой, дочерью, матерью или сестрой». Первый день прошёл в 2012 году, а в мероприятии 2013 года приняли участие 13 000 ливийских женщин. Мужчинам и тем, кто не носит хиджаб, в День фиолетового хиджаба рекомендуется надеть фиолетовый шарф, галстук или ленту.

## Внешние ссылки
- Официальный сайт